# Nyssia albicans
Nyssia albicans là một loài bướm đêm trong họ Geometridae.